# Amata Grassi
Anna Beatrice Koch, más conocida como Amata Grassi (Nueva York,  1 de junio de 1894 - 1970) fue una bailarina clásica y nadadora estadounidense.

## Biografía
Estuvo activa en el ambiente del teatro clásico y el ballet entre 1917 y 1930. Su nombre artístico lo formó a partir del apellido de su madre, Caroline Grassi. Empezó su carrera como bailarina en 1917, bailando con Anna Pávlova. En 1920, actuó en el musical Little Miss Charity. Bailó con Adolph Bolm Ballet Intime, y la Chicago Opera Company. Fue gerente de una compañía USO junto a Major Bowes. Estuvo casada con Chester Hale desde septiembre de 1918 hasta mayo de 1931. Más tarde se volvió a casar, con Walter Hussen.